# Dutch Basketball League 2011-12
De Dutch Basketball League seizoen 2011–12 was het 52e seizoen van de Basketbal-Eredivisie, de hoogste professionele basketbalcompetitie in Nederland. Het was het tweede jaar van de competitie onder de nieuwe naam Dutch Basketball League. In de competitie speelden 8 teams om een plaats in de play-offs die volgden in april. De titel werd dit seizoen gewonnen door EiffelTowers Den Bosch, dat hiermee zijn 15e titel won.

## Teams
ABC Amsterdam keert niet terug in de eredivisie. Twee teams veranderden dit seizoen van naam: Leeuwarden werd Lasaulec Aris en Basketball Stars Weert uit Weert werd Stepco BSW, naar de nieuwe sponsor. Daarnaast verhuist Magixx Playing for KidsRights van Nijmegen naar het nabijgelegen Wijchen. Slechts vier weken voor het begin van de competitie maakte WCAA Giants uit Bergen op Zoom bekend ook te stoppen, waardoor het seizoen slechts acht teams telt, het minste aantal sinds 1994/1995.
| Team                          | Stad             | Hal                       | Cap.  | Coach               |
| ----------------------------- | ---------------- | ------------------------- | ----- | ------------------- |
| EiffelTowers                  | 's-Hertogenbosch | Maaspoort Sports & Events | 2.800 | Raoul Korner        |
| GasTerra Flames               | Groningen        | MartiniPlaza              | 4.500 | Hakim Salem         |
| Lasaulec Aris                 | Leeuwarden       | Sporthal Kalverdijkje     | 1.000 | Erik Braal          |
| Zorg en Zekerheid Leiden      | Leiden           | Vijf Meihal               | 2.000 | Toon van Helfteren  |
| Rotterdam Basketbal College   | Rotterdam        | Topsportcentrum Rotterdam | 1.000 | Randy Wiel          |
| Stepco BSW                    | Weert            | Sporthal Boshoven         | n.b.  | Jim Meil            |
| Magixx Playing for KidsRights | Wijchen          | Sportcentrum De Arcus     | 700   | Michael Schuurs     |
| Landstede Basketbal           | Zwolle           | Landstede Sportcentrum    | 1.200 | Herman van den Belt |

## Reguliere competitie

### Eindstand
1. Zorg en Zekerheid Leiden
2. GasTerra Flames
3. EiffelTowers Den Bosch
4. Magixx Playing for KidsRights
5. Landstede Basketbal
6. Lasaulec Aris
7. Stepco BSW
8. Rotterdam Basketbal College

### Uitslagen
| Team | DBO            | GRO          | LEE           | LEI          | ROT           | WEE          | WIJ           | ZWO          |
| ---- | -------------- | ------------ | ------------- | ------------ | ------------- | ------------ | ------------- | ------------ |
| DBO  |                | 84-77, 78-75 | 108-69, 97-79 | 80-82, 66-68 | 92-59, 113-66 | 77-64, 93-55 | 87-69, 82-84  | 73-67, 82-65 |
| GRO  | 67-53, 89-84   |              | 83-82, 80-73  | 86-75, 62-64 | 60-50, 67-53  | 93-68, 88-54 | 83-66, 100-84 | 57-64, 86-81 |
| LEE  | 77-78, 71-86   | 86-72, 69-72 |               | 87-81, 76-77 | 89-53, 85-61  | 88-70, 83-77 | 76-69, 90-99  | 74-65, 56-89 |
| LEI  | 68-76, 67-53   | 70-58, 55-58 | 88-65, 81-71  |              | 76-51, 87-48  | 71-69, 81-54 | 78-87, 85-73  | 71-58, 65-58 |
| ROT  | 68-93, 56-85   | 47-75, 56-59 | 85-82, 88-96  | 42-92, 59-82 |               | 92-90, 73-79 | 80-85, 72-81  | 50-58, 63-84 |
| WEE  | 71-89, 73-82   | 77-78, 69-72 | 76-64, 81-71  | 64-76, 63-66 | 81-68, 76-80  |              | 81-96, 78-89  | 73-77, 83-69 |
| WIJ  | 84-86, 75-85   | 66-71, 83-76 | 91-89, 91-85  | 68-74, 70-79 | 81-72, 83-74  | 79-63, 80-67 |               | 73-63, 72-71 |
| ZWO  | 70-67, 100-104 | 64-74, 68-77 | 86-70, 52-73  | 72-68, 64-74 | 106-60, 72-84 | 76-46, 86-67 | 65-73, 89-87  |              |

## Tweede ronde
Anders dan in voorgaande seizoenen werd dit jaar een tweede ronde gehouden, waarin de teams op basis van hun positie na de reguliere competitie ingedeeld werden in twee groepen.
|   | Groep A                  | GS | W | L | PV  | PT  | Versch. | Kwalificatie                  |
| - | ------------------------ | -- | - | - | --- | --- | ------- | ----------------------------- |
| 1 | Zorg en Zekerheid Leiden | 4  | 3 | 1 | 312 | 293 | +19     | Gekwalificeerd voor Playoffs. |
| 3 | EiffelTowers Den Bosch   | 4  | 2 | 2 | 319 | 305 | +14     | Gekwalificeerd voor Playoffs. |
| 6 | Lasaulec Aris            | 4  | 1 | 3 | 289 | 322 | −33     | -                             |

|   | Groep B                       | GS | W | L | PV  | PT  | Versch. | Kwalificatie                  |
| - | ----------------------------- | -- | - | - | --- | --- | ------- | ----------------------------- |
| 2 | GasTerra Flames               | 4  | 3 | 1 | 324 | 292 | +32     | Gekwalificeerd voor Playoffs. |
| 4 | Landstede Basketbal           | 4  | 2 | 2 | 324 | 336 | −12     | Gekwalificeerd voor Playoffs. |
| 5 | Magixx Playing for KidsRights | 4  | 1 | 3 | 323 | 343 | −20     | -                             |

## Play-Offs
Zie ook: DBL play-offs 2011/2012
|  | Halve finale Best-of-Five  | Halve finale Best-of-Five |  |              | Finale Best-of-Seven     | Finale Best-of-Seven |
|  |                            |                           |  |              |                          |                      |
|  |                            |                           |  |              |                          |                      |
|  | 1 Zorg en Zekerheid Leiden | 3                         |  |              |                          |                      |
|  | 5 Landstede Basketbal      | 1                         |  |              |                          |                      |
|  |                            |                           |  |              | Zorg en Zekerheid Leiden | 1                    |
|  |                            |                           |  | EiffelTowers | 4                        |                      |
|  | 2 GasTerra Flames          | 2                         |  |              |                          |                      |
|  | 3 EiffelTowers             | 3                         |  |              |                          |                      |

## Individuele Prijzen

### MVP (Meest Waardevolle Speler)
- Seamus Boxley  (ZZ Leiden)

### All-Star Team
- Thomas Jackson  (ZZ Leiden)
- Alex Wesby  (GasTerra Flames)
- Markel Humphrey  (Magixx KidsRights)
- Seamus Boxley  (ZZ Leiden)
- Tai Wesley  (EiffelTowers Den Bosch)

### Beste speler op statistieken
- Tai Wesley  (EiffelTowers)

### MVP Onder de 23
- Thomas Koenis  (GasTerra Flames)

### Rookie of the Year
- Valentijn Lietmeijer  (Lasaulec Aris)

### Most Improved Player van het Jaar
- Leon Williams  (Rotterdam Basketbal)

### Coach van het Seizoen
- Toon van Helfteren  (ZZ Leiden)

1960–1968 · 1968/69 · 1969–1977 · 1977/78 · 1978–2000 · 2000/01 · 2001/02 · 2002/03 · 2003/04 · 2004/05 · 2005/06 · 2006/07 · 2007/08 · 2008/09 · 2009/10 · 2010/11 · 2011/12 · 2012/13 · 2013/14 · 2014/15 · 2015/16 · 2016/17 · 2017/18 · 2018/19 · 2019/20 · 2020/21 · 2021/22